# Манка, Франческо
| Открытые астероиды: 26 | Открытые астероиды: 26 |
| --- | ---------------------- |
| 9111 Matarazzo [1] | 28 января 1997         |
| 9115 Battisti [1] | 27 февраля 1997        |
| (9796) 1996 HW [2] | 19 апреля 1996         |
| (10387) Бепиколомбо [1] | 18 октября 1996        |
| 10605 Guidoni [3] | 3 ноября 1996          |
| 10606 Crocco [3] | 3 ноября 1996          |
| 11652 Johnbrownlee [1] | 7 февраля 1997         |
| 12405 Nespoli [3] | 15 сентября 1995       |
| 18542 Broglio [4] | 29 декабря 1996        |
| 18556 Battiato [1] | 7 февраля 1997         |
| 19318 Somanah [5] | 2 декабря 1996         |
| (21289) 1996 VB1 [3] | 3 ноября 1996          |
| 26197 Bormio [1] | 31 марта 1997          |
| 27855 Giorgilli [4] | 4 января 1995          |
| 32944 Gussalli [1] | 19 ноября 1995         |
| (35334) Ярковский [1] | 31 марта 1997          |
| 37022 Robertovittori [6] | 22 октября 2000        |
| (39734) 1996 XG26 [2] | 14 декабря 1996        |
| 43956 Elidoro [1] | 31 марта 1997          |
| 43957 Invernizzi [1] | 7 февраля 1997         |
| 48643 Allen-Beach [1] | 20 октября 1995        |
| 59087 Maccacaro [1] | 15 ноября 1998         |
| (69961) Миллосевич [1] | 15 ноября 1998         |
| (79847) 1998 XY2 [4] | 7 декабря 1998         |
| (96583) 1998 VG34 [1] | 15 ноября 1998         |
| (100641) 1997 VO4 [3] | 3 ноября 1997          |
| 1. совместно с Пьеро Сиколи 2. совместно с Паоло Кьявенна 3. совместно с Вальтер Джульяни 4. совместно с Аугусто Теста 5. совместно с Марко Каванья 6. совместно с Грациано Вентре |                        |

Франческо Манка (итал. Francesco Manca, 1966) — это итальянский астроном и первооткрыватель астероидов, который работает обсерватории Сормано. В период с 1995 по 2000 год совместно с другими итальянскими астрономами им было обнаружено в общей сложности 26 астероидов.
Его основная профессиональная деятельность посвящена применению измерительных систем слежения за небом, устанавливаемых на больших оптических и радиотелескопах, таких как VLT, E-ELT, ALMA , ASTRI и LBT, а также на космической технике. Во время своей работы в НАСА в Лаборатории реактивного движения занимался расчётом и анализом движения околоземных астероидов и комет. Является членом «Итальянского общества небесной механики и астродинамики» (SIMCA). Является автором многочисленных публикаций в астрономических журналах.
В знак признания его заслуг одному из астероидов было присвоено его имя (15460) Манка.

## Публикации
- "Asteroid and Planet Close Encounters", Minor Planet Bulletin, (1999 F. Manca, P. Sicoli)
- "Monitoring Hazardous Objects", Proceedings of the Third Italian Meeting of Planetary Science, (2000 F. Manca, P. Sicoli)
- "Planetary Close Encounters", Proceedings of the Fourth Italian Meeting of Planetary Science, (2002 F. Manca, P. Sicoli)
- "Minor planet recovery: analysis and verification of data obtained by OrbFit and Edipo software", Proceedings of the Fifth Italian Meeting of Planetary Science, (2003 F. Manca, A. Testa, M. Carpino)
- "Identification of asteroids and comets: methods and results", Proceedings of the X National Conference on Planetary Science. (2011 F. Manca, P. Sicoli, and A. Testa)
- "Identification of asteroids and comets: update on methods and results".  Proceedings of the XI National Conference on Planetary Science. (2013 F. Manca, A. Testa)
- "Close encounters among asteroids, comets, Earth-Moon system and inner planets: the cases of (99942) Apophis and Comet C/2013 A1 ". Proceedings of the XII Italian national workshop of planetary sciences. (2015 F. Manca, P. Sicoli, A. Testa)
- "(WMT) Wide-field Mufara Telescope", Presentation at XIV Italian Meeting of Planetary Science, ( 2018 F. Manca, M. Di Martino )
- "TANDEM: a new SST station at INAF-OAS Loiano Observatory", Presentation at 75th International Astronautical Congress (IAC), (2024 D. Gallieni, F. Manca)
- Publication excerpt from ADS (The SAO/NASA Astrophysics Data System)